# 42.ª Cumbre del G7
La 42.ª Cumbre del G7 tuvo lugar del 26 al 27 de mayo de 2016 en el Hotel Shima Kanko, en la Isla Kashiko, Shima, Mie, Prefectura de Mie, Japón. 

## G7
Se denomina Grupo de los siete (o con el numerónimo G7 o G-7)  a un grupo informal de países del mundo cuyo peso político, económico y militar es tenido aún por relevante a escala global. Está conformado por Alemania, Canadá, Estados Unidos, Francia, Italia, Japón y Reino Unido. Además, la Unión Europea cuenta con representación política.
Los países del G-7 representan más del 64% de la riqueza global  ($ 263 billones de dólares).
En ese sentido, el G7 puede ser definido como "una alianza conformada por un grupo selecto de Estados, con un posicionamiento estructural similar –resultado de la coincidencia en sus capacidades nacionales-, sin barreras ideológicas, con disposición para coordinar sus políticas hacia la consecución de objetivos comunes y la voluntad para establecer algunos medios técnicos de cooperación".

## Líderes de la Cumbre

### Participantes del G7

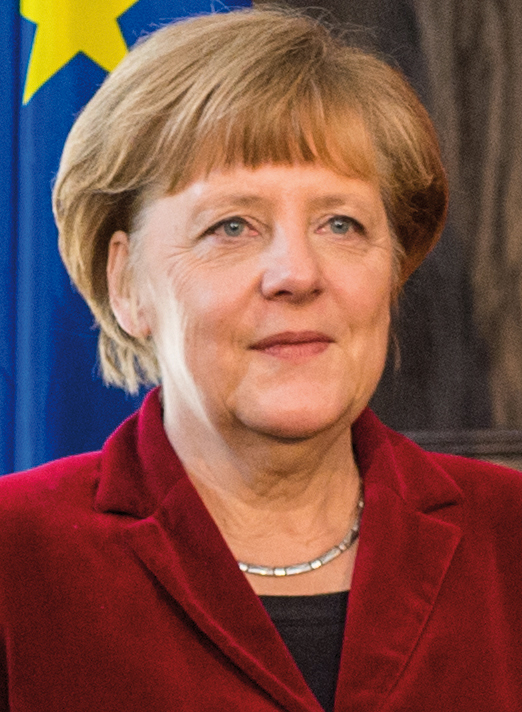
DEU Angela Merkel
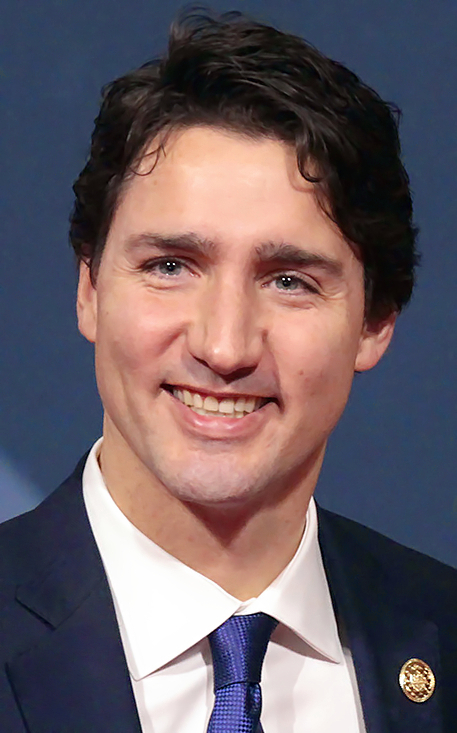
CAN Justin Trudeau
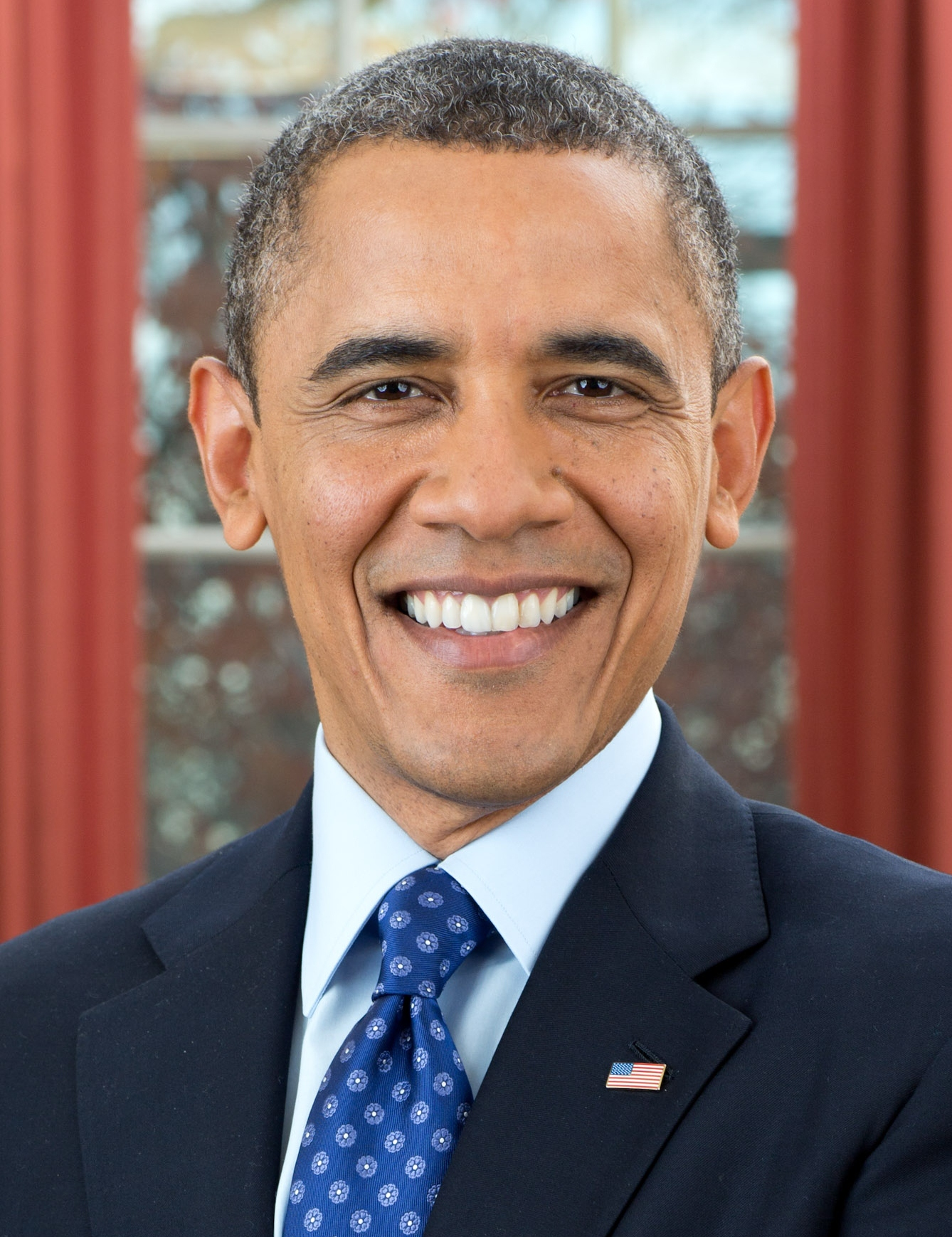
USA Barack Obama
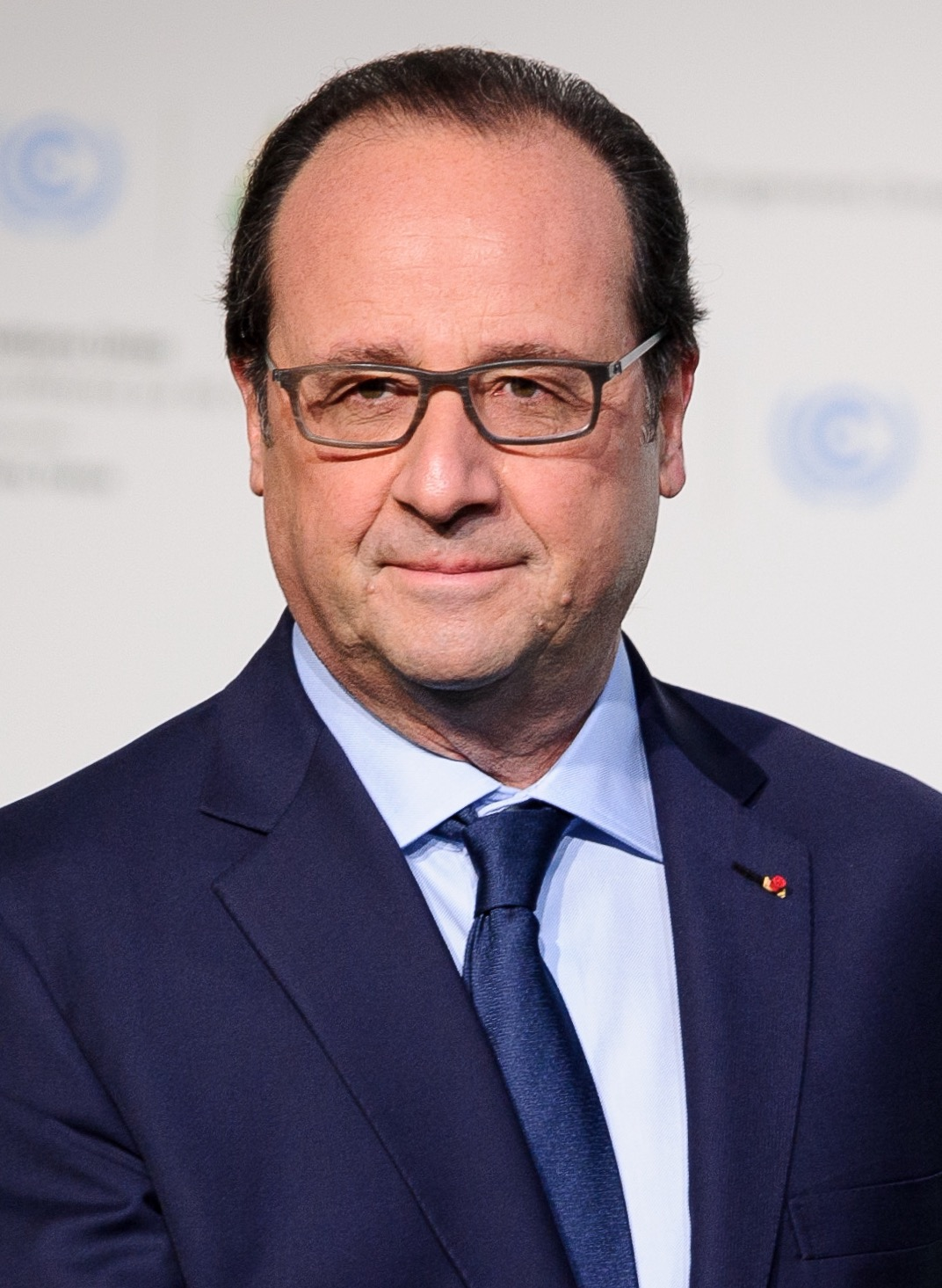
FRA Francois Hollande
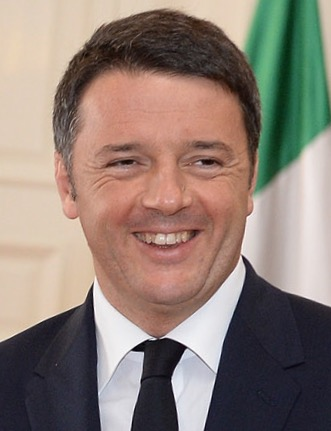
ITA Matteo Renzi
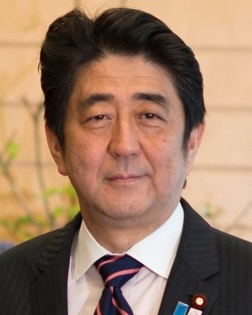
JPN Shinzo Abe (anfitrión)
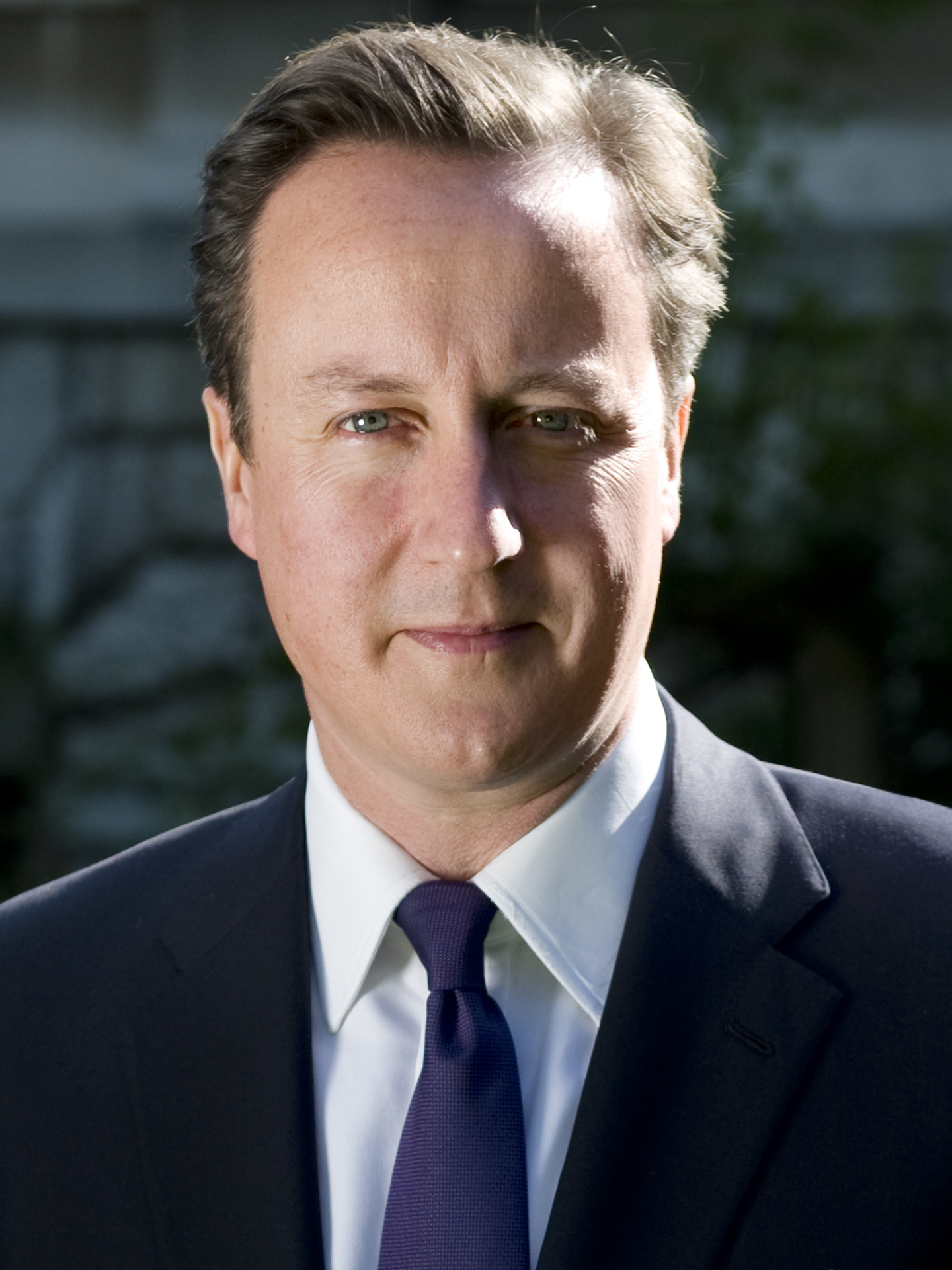
GBR David Cameron
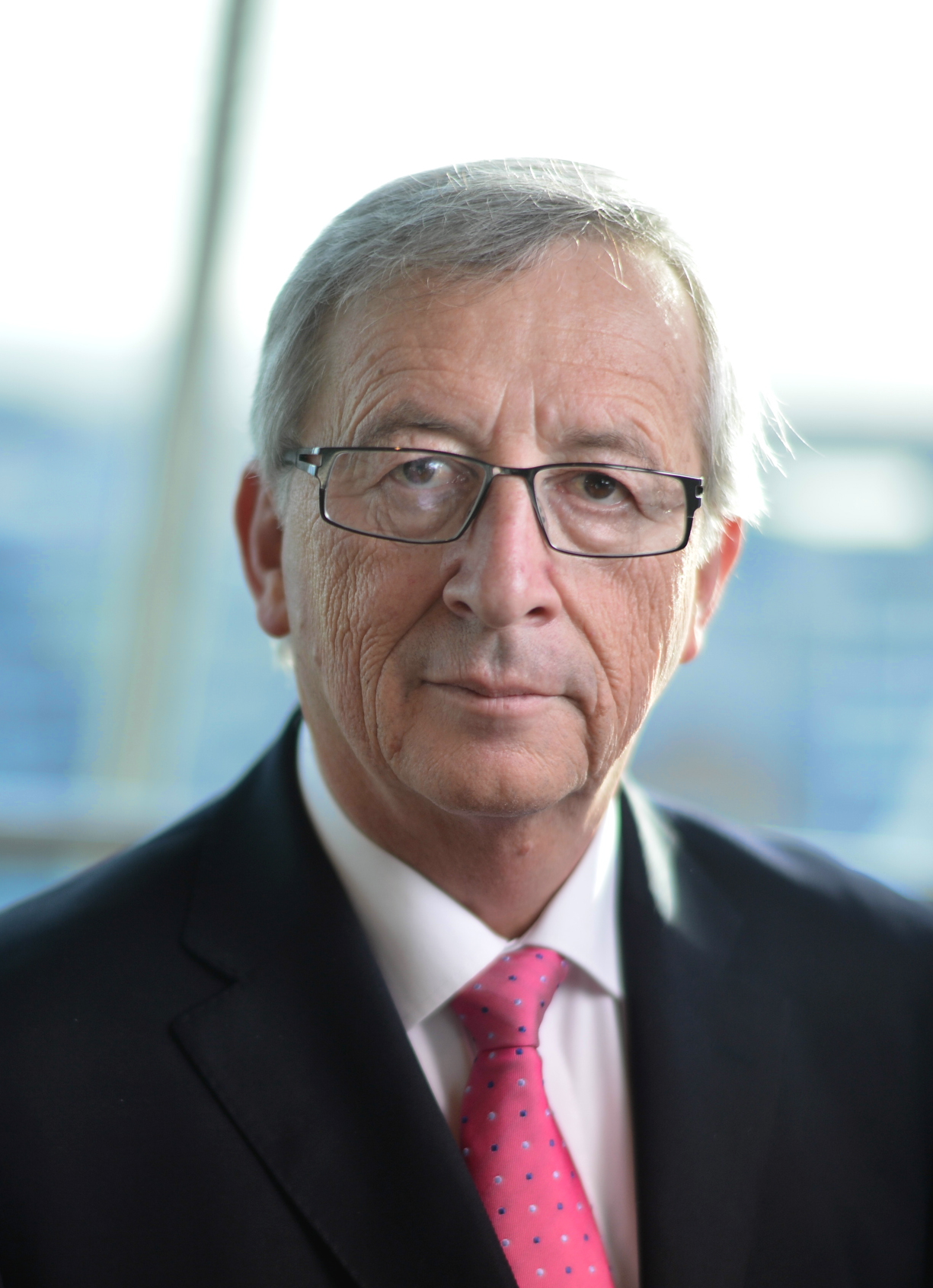
' Presidente de la Comisión Europea Jean-Claude Juncker
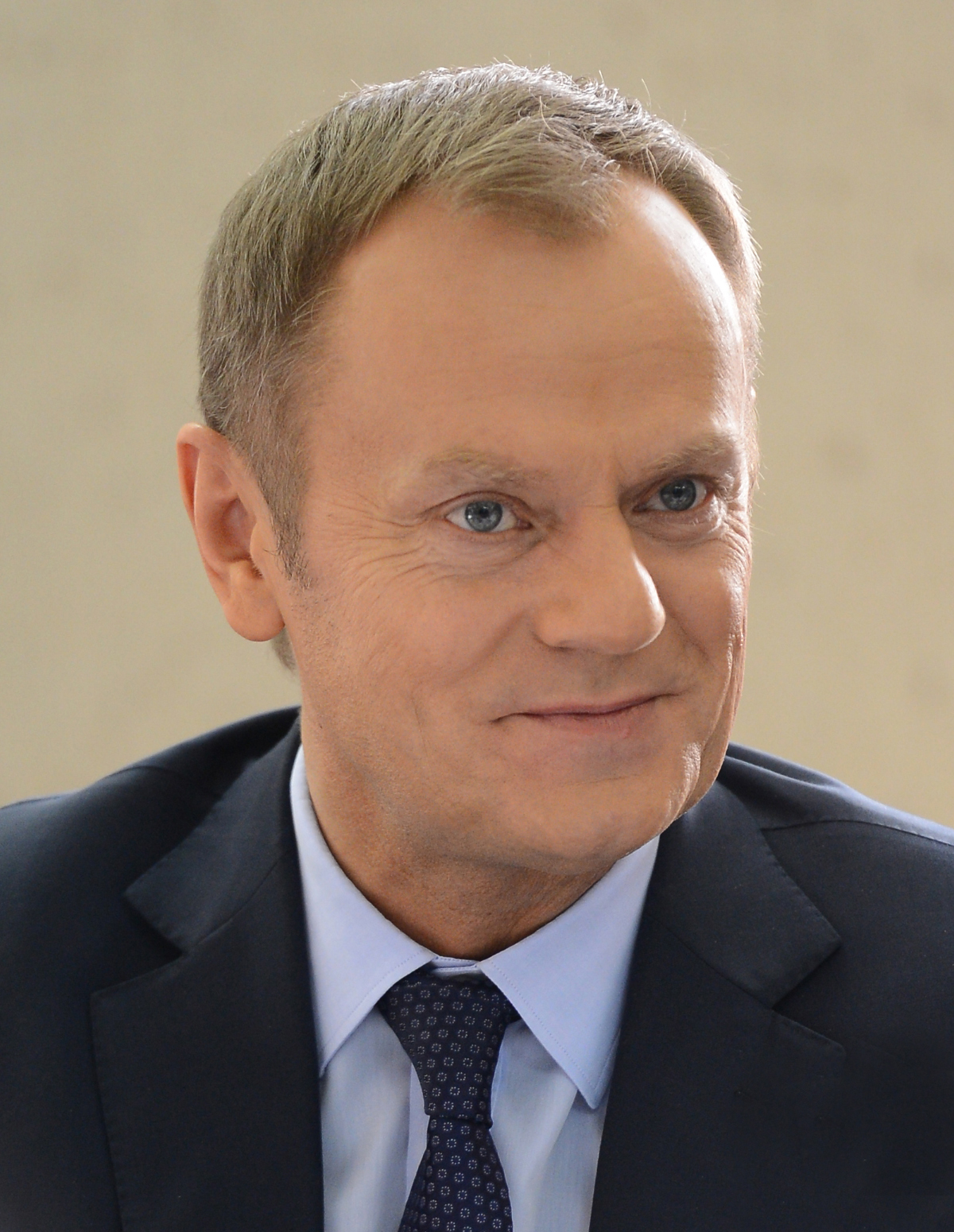
' Presidente del Consejo Europeo Donald Tusk

- Alemania
Angela Merkel
- Canadá
Justin Trudeau
- Estados Unidos
Barack Obama
- Francia
Francois Hollande
- Italia
Matteo Renzi
- Japón
Shinzo Abe
(anfitrión)
- Reino Unido
David Cameron
- Unión Europea
Presidente de la Comisión Europea
Jean-Claude Juncker
- Unión Europea
Presidente del Consejo Europeo
Donald Tusk

### Líderes invitados

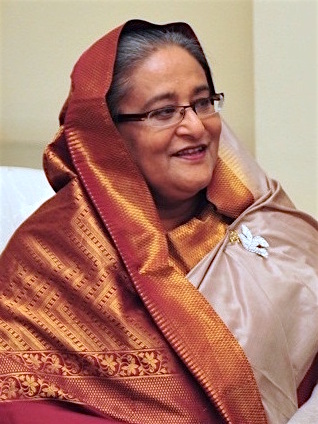
BAN Sheikh Hasina
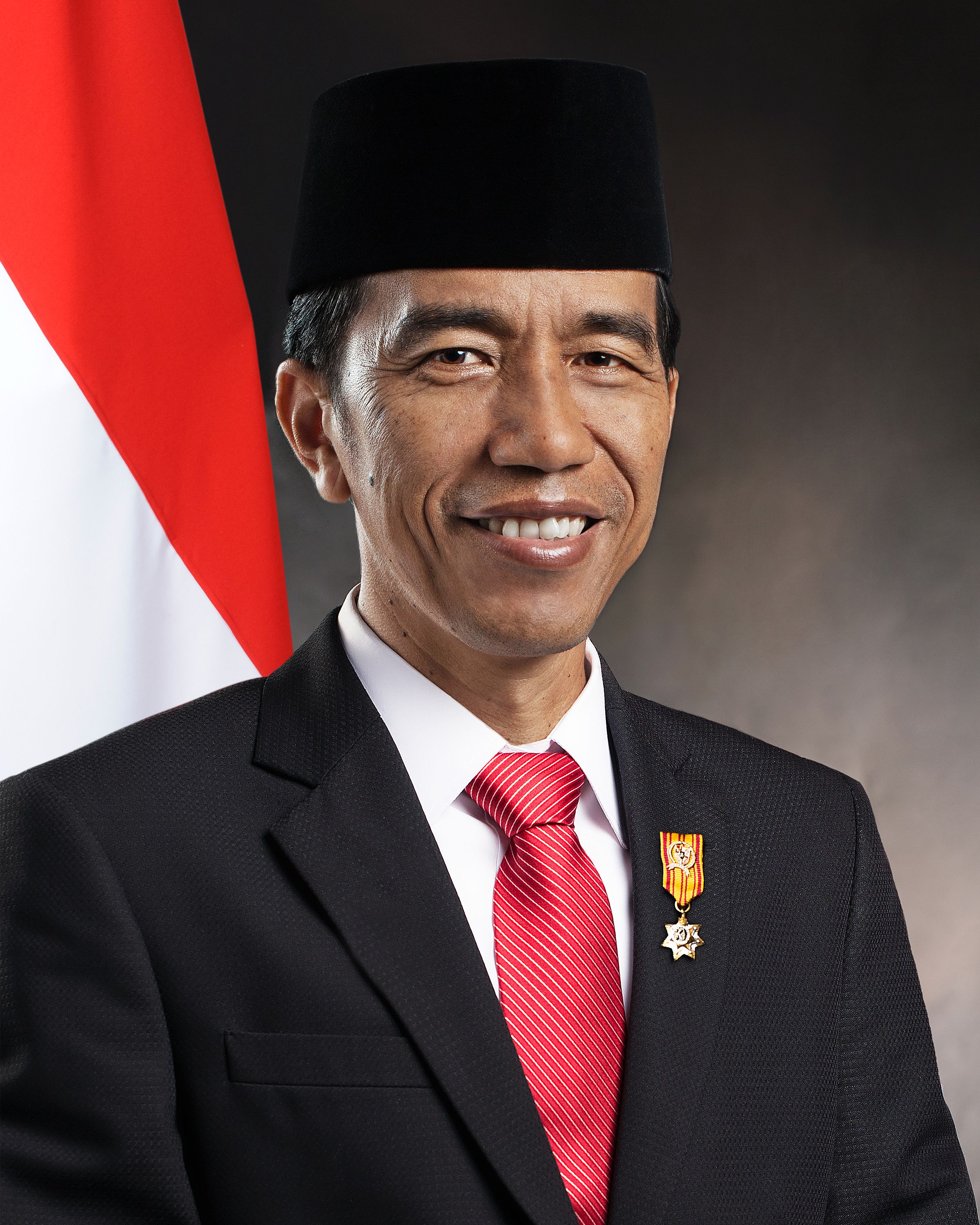
IDN Joko Widodo
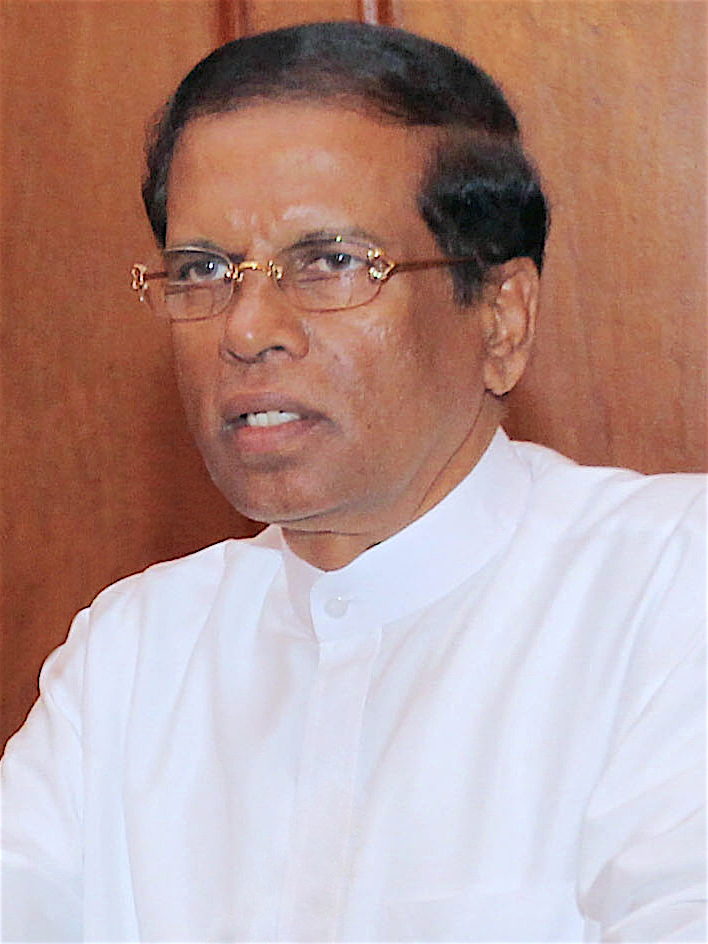
' Maithripala Sirisena
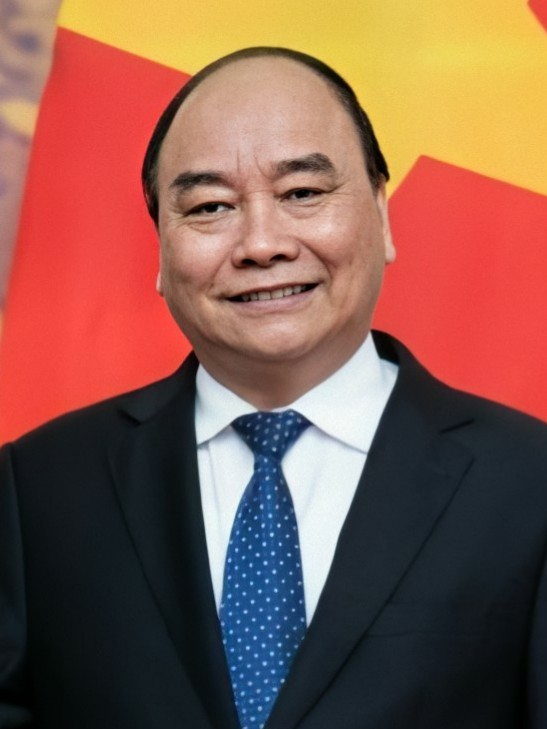
VIE Nguyễn Xuân Phúc

- Bangladés
Sheikh Hasina
- Indonesia
Joko Widodo
- Sri Lanka
Maithripala Sirisena
- Vietnam
Nguyễn Xuân Phúc

## Agenda de la Cumbre del G7

### Jueves 26 de mayo de 2016
A. m.
- Sesión 1: Almuerzo de trabajo

P. m.
- Evento paralelo: manifestaciones autónomas y de combustible para vehículos de células
- Sesión de fotos para el grupo de líderes del G-7
- Sesión 2
- Sesión 3
- Cóctel ofrecida por el primer ministro y Sra Abe
- Evento paralelo: Exposiciones sobre lucha contra el terrorismo y la conservación de los bienes culturales

### Viernes 27 de mayo de 2016
A. m.
- Sesión 5
- El primer ministro Abe da la bienvenida a reuniones de divulgación participantes
- Primera reunión de alcance
- Sesión de fotos para el grupo de participantes de la reunión de alcance
- Segunda reunión de divulgación: Almuerzo de trabajo

P. m.
- Conferencia de prensa de la Presidencia

## Programa
- Economía Global y Comercio
- Política Exterior
- Cambio Climático y Energía
- Desarrollo
- Quality Infrastructure Investment
- Salud
- Mujer